# Seznam narodnih herojev Jugoslavije (L)
Seznam narodnih herojev Jugoslavije, katerih priimki se začnejo na črko L.

## Seznam
- Milorad Labudović Labud (1911–1943), za narodnega heroja proglašen 26. novembar 1955.
- Ivan Lavčević-Lučić (1905–1942), za narodnega heroja proglašen 5. decembra 1944.
- Božo Lazarević (1909–2007), z redom narodnega heroja odlikovan 27. novembra 1953.
- Dimitrije Lazarov Raša (1926–1948), z redom narodnega heroja odlikovan 29. julija 1945.
- Obrad Lazović Živko (1924–1991), z redom narodnega heroja odlikovan 6. julija 1953.
- Radojka Lakić (1917–1941), za narodnega heroja proglašena 8. juna 1945.
- Milutin Lakićević (1912–1942), za narodnega heroja proglašen 10. julija 1952.
- Vojislav Lakčević Boro (1913–1943), za narodnega heroja proglašen 27. novembra 1953.
- Drago Lang (1921–1942), za narodnega heroja proglašen 27. novembra 1953.
- Mile Latinović (1919–1942), za narodnega heroja proglašen 24. julija 1953.
- Trivo Latinović Garonja (1914–1943), za narodnega heroja proglašen 24. julija 1953.
- Mustafa Latifić (1915–1942), za narodnega heroja proglašen 5. julija 1951.
- Jože Lacko (1894–1942), za narodnega heroja proglašen 20. decembra 1951.
- Rampo Levkovski Levkata (1909–1942), za narodnega heroja proglašen 5. julija 1951.
- Danilo Lekić Španac (1913–1986), z redom narodnega heroja odlikovan 20. decembra 1951.
- Risto Lekić (1909–1943), za narodnega heroja proglašen 10. julija 1953.
- Voja Leković (1912–1997), z redom narodnega heroja odlikovan 27. novembra 1953.
- Petar Leković (1893–1942), za prvog narodnog heroja proglašen februara 1942.
- Ivan Lenac (1906–1945), za narodnega heroja proglašen 20. decembra 1951.
- Franc Leskošek Luka (1897–1983), z redom narodnega heroja odlikovan 15. julija 1952.
- Ivan Likar Sočan (1921–1991), z redom narodnega heroja odlikovan 27. novembra 1953.
- Kaba Limani (1924–1945), za narodnega heroja proglašen 9. oktobra 1953.
- Janko Lisjak (1914–1943), za narodnega heroja proglašen 5. julija 1952.
- Milan Ličina (1917–1942), za narodnega heroja proglašen 24. julija 1953.
- Rade Ličina (1913–1942), za narodnega heroja proglašen 20. decembra 1951.
- Nikola Lješković (1916–1943), za narodnega heroja proglašen 20. decembra 1951.
- Nikola Ljubibratić (1912–1976), z redom narodnega heroja odlikovan 27. novembra 1953.
- Stojan Ljubić (1919–1943), za narodnega heroja proglašen 9. maja 1945.
- Nikola Ljubičić (1916–2005), z redom narodnega heroja odlikovan 27. novembra 1953.
- Radoje Ljubičić (1919–1972), z redom narodnega heroja odlikovan 5. julija 1952.
- Živko Ljujić (1923–1942), za narodnega heroja proglašen 20. decembra 1951.
- Ivica Lovinčić (1911–1942), za narodnega heroja proglašen 14. decembra 1949.
- Jezdimir Lović (1919–1943), za narodnega heroja proglašen 14. decembra 1949.
- Josip Lozovina (1919–1946), za narodnega heroja proglašen 20. decembra 1951.
- Šerif Lojo (1920–1943), za narodnega heroja proglašen 20. decembra 1951.
- Đuro Lončarević (1920–1987), z redom narodnega heroja odlikovan 27. novembra 1953.
- Lazar Lopičić (1922–1978), z redom narodnega heroja odlikovan 13. marca 1945.
- Veljko Lukić Kurjak (1917–1944), za narodnega heroja proglašen 12. januara 1945.
- Dojčin Lukić (1912–1953), za narodnega heroja proglašen 24. julija 1953.
- Simo Lukić (1916–1942), za narodnega heroja proglašen 20. decembra 1951.
- Milutin Luković (1919–1975), z redom narodnega heroja odlikovan 20. decembra 1951.
- Mirko Lučić (1917–1943), za narodnega heroja proglašen 10. julija 1952.